# ホロン (化学)
ホロン(Phorone)またはジイソプロピリデンアセトン(diisopropylidene acetone)は、アセトン3分子がアルドール縮合してできた化合物で、ゼラニウムの芳香をもつ黄色の結晶である。アセトンの自己縮合によって合成される。また、特定のテルペノイド化合物からも得られる。
なお、ホロンは強力なグルタチオン枯渇剤 (glutathione depletor) として知られている。ホロンをラットなどに投与すると、体内にあるグルタチオンのチオール基と強力に反応し、これを不活性化する。このため、ホロンを投与された個体はグルタチオン欠乏の症状を呈する。これを利用してグルタチオンの生理作用、例えば喘息との関係などが調べられている。